# Инцидент у Нишу 1096.
Инцидент у Нишу се десио 4. јула 1096. године између неконтролисане масе народа, који су као крсташи кренули да ослободе Свету земљу под вођством Петра Пустињака од Амијена, на једној страни, и домаћег становништва које се затекло у граду и византијског гарнизона Нишке тврђаве, под заповедништвом Никите, на другој страни.
Најпре је дошло до обрачуна византијског гарнизона са крсташком војском због испада Немаца крсташа. А касније, када се ситуација примирила, дошло је до новог инцидента, крсташке опсаде Нишке тврђаве, а она је кулминирала у битку на тврђавском мосту у којој је изгинуо велики број крсташа.
Овај инцидент је крсташима нанео велики губитак и у људству и материјалном поседу војске.
Пре овога инцидента, десила су се још два инцидента Петрове војске: у угарском Земуну и византијском Београду. У оба случаја крсташи су извршили покољ над локалним хришћанским становништвом и наоружаним јединицама, и при томе су опустошили и запалили оба града.
Неки аутори место овог инцидента погрешно стављају у Белу Паланку.

## Позадина
Током шестодневног боравка Петра Пустињака у Земуну, крсташка војска је починила масакр и опустошила град. Становници Београда су напусти град и повукли се у Ниш, јер су се плашили да би крсташка војска могла починити сличан злочин у њиховом граду. Њима се придружио и Никита, управник византијске теме Бугарске. који је стражарио на угарско-византијској граници и који је претходно евакуисао Београд Он је вероватно сматрао да су снаге под његовим заповедништвом у Београду недовољне да се изборе са проблематичним маршом Петрових снага кроз тему. Такође, у Нишу се налазило појачање, односно јак гарнизон кога је основао цар
Након што је крсташка војска измакла контроли, напала је и сам Београд. Хиљаде цивила али и бројнији елитни чувари управникове резиденције су поклани пре него што је војска враћена у какво-такво стање да прима наређења. Управник теме је утврдио Ниш, наредни већи град на путу крсташке војске.

## Долазак крсташа и испад Немаца
Након седам дана напорног марша кроз шуме, Петар Пустињак и 40.000 крсташа стигли су у Ниш 3. јула где су подигли шаторе на левој обали Нишаве.
Петар Пустињак, да би његова војска могла да набави намирнице у граду, затражио је од Никите, заповедника Београда и Ниша, одобрење. Никита се сложио под условом да му се дају два таоца, да би се обезбедила сигурност града, и да крсташка војска сутрадан крене даље. Када су Никити испоручени таоци, крсташи су могли слободно целог дана да набављају намирнице. Таоци су увече враћени, али је сутрадан ујутру кренуло по злу.
Неколико Немаца се посвађало са локалним становништвом, тако да је стотина истих запали неколико кућа ван градских зидина и 7 воденица (млинова) на обалама Нишаве.

## Окршај са гарнизоном, опсада тврђаве и битка на мосту
Када је Никита чуо шта се десило, био је шокиран и љут, али је одмах реаговао: послао је гарнизон да нападне крсташе и да узме таоце. У том чину више крсташа је побијено, одузет им је део товара, а жене и деца су заробљени. Петар Пустињак, који је био већ био поодмакао од Ниша, добио је вести од витеза Ламберта о томе шта се десило. Да би смирио и средио ситуацију, вратио се ради преговора са Никитом.
Али током преговора, међу крсташима се се наново рашириле гласине које нису слутиле на добро. Изненада се једна група од 1.000 крсташа била одвојила од главнине и насрнула је преко моста на капију тврђаве. Тај напад је био одбијен, али опсаду је наставила још већа група крсташа која се пребацила преко зидина. То је била кап која је прелила чашу. Тај чин је натерао становништво да помисли да крсташи нису пријатељи већ разбојници, и да све добро узвраћају злим.
На Никитину заповест, становништво се наоружало и са посадом тврђаве је провалило капију. На тврђавском мосту је настала стравична битка, у којој су снаге под византијским заповедништвом нанеле велике губитке крсташима. Крсташка војска се растурила а крсташи су се разбежали по околним шумама и брдима.

## Губици
У борби на мосту испред капије тврђаве, изгинуло је и нестало много крсташа: једни су погинули током борбе, други су пали или оборени са моста, трећи су се подавили у Нишави, а четврти су заробљени. Укупан губитак војске је износио 10.000 погинулих, несталих и заробљених крсташа односно четвртину војске.
Уз то су нестала и заплењена 2.000 кола са товаром. Међу тим колима налазила су се и кола са новцем, који је Петар Пустињак веома тешко сакупио на Западу. Та кола су се налазила код крсташа који су напали тврђаву, а садржала су и плен из Земуна и Београда.

## Последице и епилог
Никита је обавестио цара Алексија о немилом догађају. Овај му је одговорио да се Петар што искреније саветује и да буде спроведен уз пратњу да би брзо и у миру прошао кроз територије царства. Никита је такође Петру помогао око обезбеђења новца.
Петар и других 500 крсташа су провели ноћ шћућурени у брдима, опорављајући се и мислећи да су једнини преживели. Петар је кукао због судбине толико великог броја својих пратилаца који су страдали пре доласка у Свету земљу.
Заповедници крсташа су се састали на брду Горици, где су звуком трубе коначно сакупили преосталих 30.000 крсташа. Крсташи су најзад били прегруписани, тако да су могли да наставе свој марш. На дан 12. јула долазе у Софију, где их је сачекала византијска пратња. Под њеном смотром су 1. августа стигли у Цариград.
Доцније, у касну јесен, Готфрид Бујонски је са другом крсташком војском прошао кроз Ниш. Он је свугде у околини сусретао жене, децу и старце које су становништво и гарнизон заробили као крсташе.